# 恋のロックンロール・サーカス
「恋のロックンロール・サーカス」（こいのロックンロール・サーカス）は、1989年7月5日に発売された浅香唯の15枚目のシングル。

## 解説
- AXIAカセットテープのCMソングとして使用され、浅香本人も出演した。
- 同年11月発売のオリジナル・アルバム『PRIDE』には、PRIDE VERSIONとして収録されている。
- 同年7月から10月、この曲を引っ提げて、自身最大規模の公演数となった夏のコンサートツアー『SUMMER TOUR '89 ROCK'N ROLL CIRCUS』（1989年7月29日 - 10月26日、24ヶ所・50公演）を開催した。
- 1991年2月に発売されたベスト・アルバム『Thanks a lot』には、ボーカル新録バージョンが収録されている。

## 収録曲
- 両楽曲共に、作詞：売野雅勇／作曲：NOBODY

1. 恋のロックンロール・サーカス
編曲：井上鑑
2. 愛の元気主義
編曲：西平彰

## 関連作品
- 恋のロックンロール・サーカス
  - PRIDE - PRIDE VERSION
  - Thanks a lot - ボーカル新録
  - シングル・コレクション
  - ANNIVERSARY 2824 （ライブアルバム）
  - 浅香唯大全集 THE COMPLETE BOX
  - 究極のベスト! 浅香唯
  - CRYSTALS 〜25th Anniversary Best〜
  - 浅香唯 ザ・ベスト
  - 浅香唯 30周年記念コンプリートBOX
  - ロックンロール・サーカス'89 浅香唯スパークリング・ライブ （映像作品）

- 愛の元気主義
  - シングル・コレクション
  - 浅香唯大全集 THE COMPLETE BOX
  - 浅香唯 30周年記念コンプリートBOX